# 豚尾狒狒
豚尾狒狒（Papio ursinus）是狒狒屬的一種動物。豚尾狒狒主要生活在南部非洲。豚尾狒狒已出現等级制度、集体觅食、雌性收养幼崽和聯誼等社會性行為。目前豚尾狒狒没有受到威胁，但人口压力使得人类与豚尾狒狒之间的接触日益頻繁。狩猎、诱捕和意外事故使得许多豚尾狒狒被杀死或是野生種群減少，从而减少了狒狒的数量并破坏了它们的社会结构。

## 外部鏈接
- Cape Peninsula Baboon Research Unit
- Darwin Primate Group （页面存档备份，存于）
- Imfene Baboon Conservation and Education Centre